# Chlorocoma tetraspila
Chlorocoma tetraspila là một loài bướm đêm trong họ Geometridae.